# Kimchaek
Kimch'aek, trước đây là Sŏngjin (성진), âm Hán Việt là Kim Sách, là một thành phố ở tỉnh Bắc Hamgyong, Cộng hòa Dân chủ Nhân dân Triều Tiên. Dân số thành phố này là 196.000. Thành phố có tên như hiện này vào thời kỳ chiến tranh Triều Tiên vào năm 1951, để vinh danh tướng Quân đội Nhân dân Triều Tiên vừa qua đời, Kim Chaek. Đây là một thành phố cảng quan trọng bên bờ Biển Nhật Bản (Biển Đông Triều Tiên).